# Kurt von Degenfeld-Schonburg

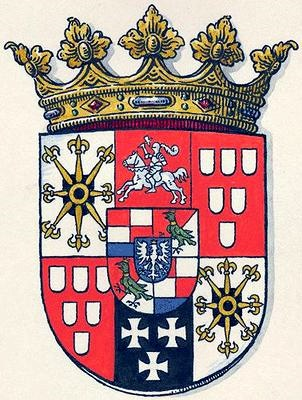
Familienwappen der Grafen von Degenfeld-Schonburg

Graf Kurt August Ferdinand Christoph von Degenfeld-Schonburg (* 1. Januar 1838 in Eybach, Oberamt Geislingen; † 11. Mai 1888 in Stuttgart) war ein württembergischer Landtagsabgeordneter und Fossiliensammler.

## Abstammung und Herkunft
Kurt von Degenfeld-Schonburg wurde geboren als Sohn von Graf Christoph Martin Maximilian Friedrich von Degenfeld-Schonburg (1797–1866) und seiner zweiten Gattin Auguste von Normann-Ehrenfels (1815–1897). 1869 heiratete er Gabriele Freiin von Riese-Stallburg (1847–1930), mit ihr hatte er vier Kinder.
Er entstammt dem Adelsgeschlecht der Grafen von Degenfeld-Schonburg. Sein Ururgroßvater, der preußische Kriegsminister Christoph Martin II. von Degenfeld (1689–1762), war der Neffe von Marie Luise von Degenfeld (1634–1677), Raugräfin und morganatische Gattin des Pfälzer Kurfürsten Karl I. Ludwig. Friedrich Graf von Mandelsloh war sein Oheim.

## Leben und Wirken

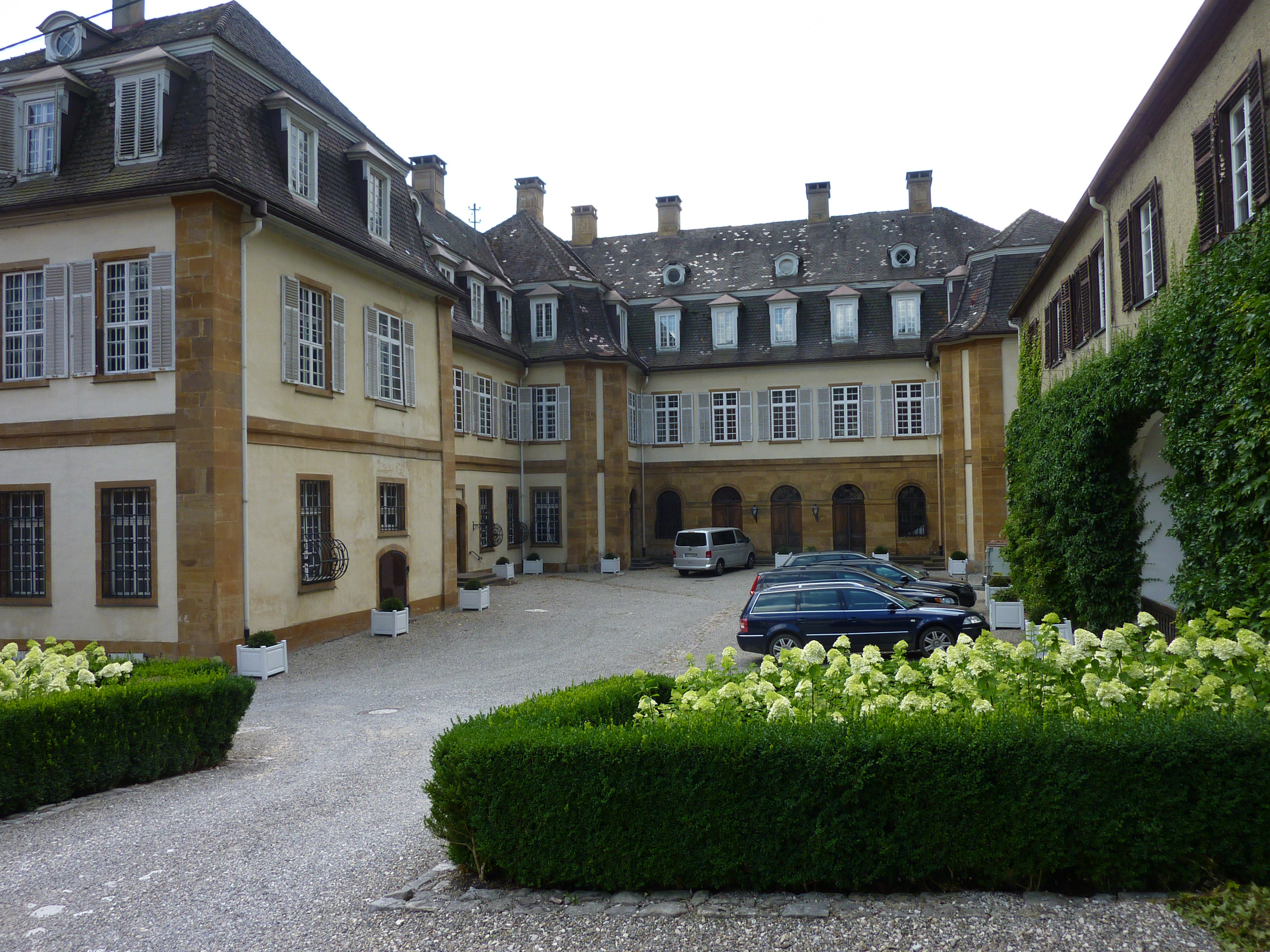
Schloss Eybach

Nach dem Besuch des Gymnasiums in Stuttgart studierte er an der Landwirtschaftlichen Akademie in Hohenheim. Anschließend war er in der Verwaltung des Familienbesitzes tätig. 1857 wurde er in die Freimaurerloge „zu den 3 Cedern“ in Stuttgart aufgenommen. Darüber hinaus war Kurt von Degenfeld-Schonburg ein begeisterter Naturfreund, Naturwissenschaftler und Geologe. Er war eines der ersten Mitglieder im sogenannten Steigenclub, einer Vereinigung schwäbischer Geologen. Ab 1859 war er Mitglied des Vereins für vaterländische Naturkunde in Württemberg. 1871 wurde er mit seinen Nachkommen in die adelige Gesellschaft Zum Frauenstein in Frankfurt aufgenommen. Kurt von Degenfeld-Schonburg war Ehrenritter des Johanniterordens. Am 23. August 1884 (Matrikel-Nr. 2480) wurde er zum Mitglied der Leopoldina gewählt.

## Politik
Von 1876 bis 1882 gehörte er als Vertreter der Ritterschaft des Jagstkreises der württembergischen Kammer der Abgeordneten an.